# Nussdorfer Straße
Nussdorfer Straße est une rue de Vienne reliant le quartier Alsergrund, de la Währinger Straße à la Belt et à la Heiligenstädter Straße.

## Histoire

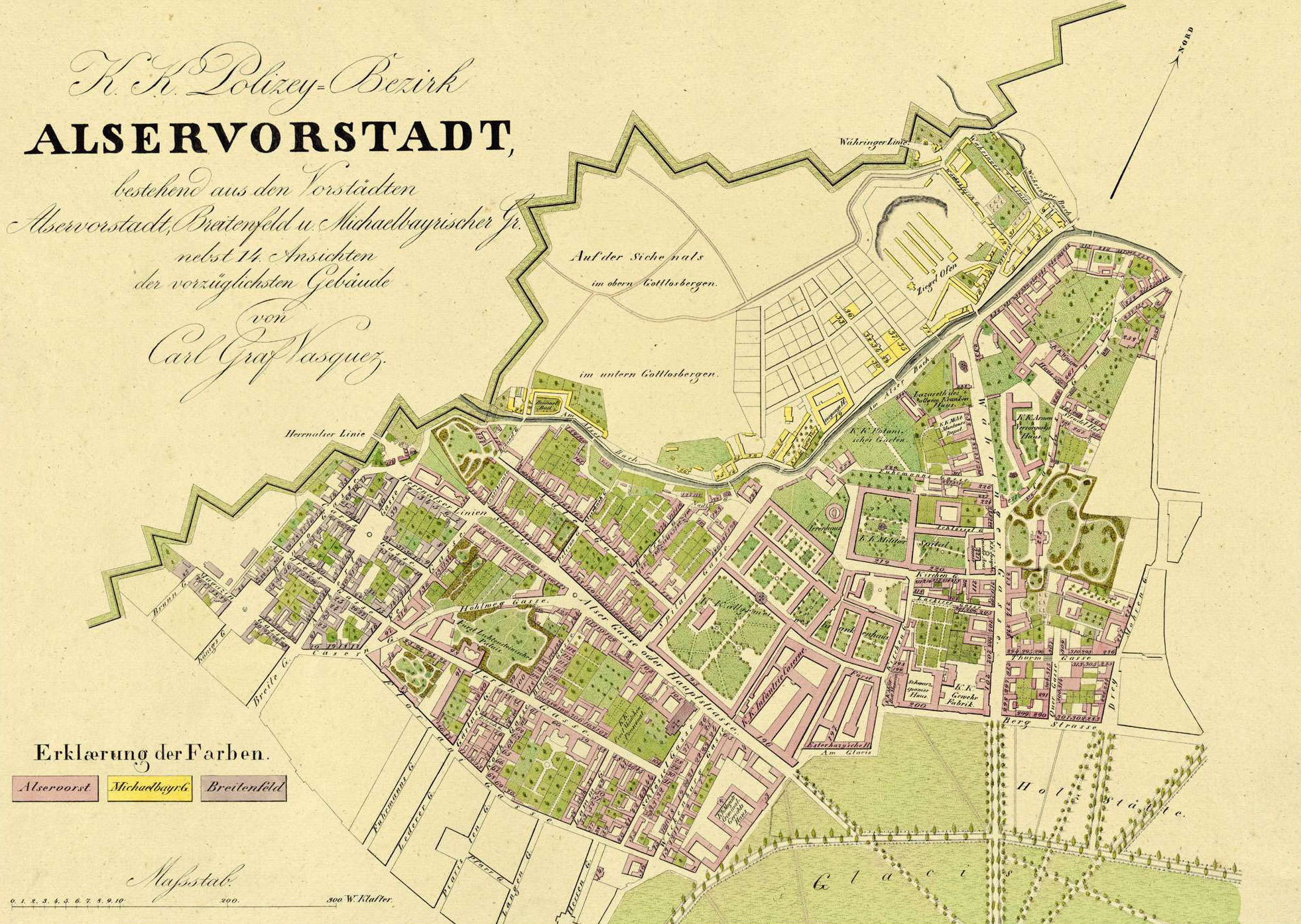
Carte du District de police Alservorstadt
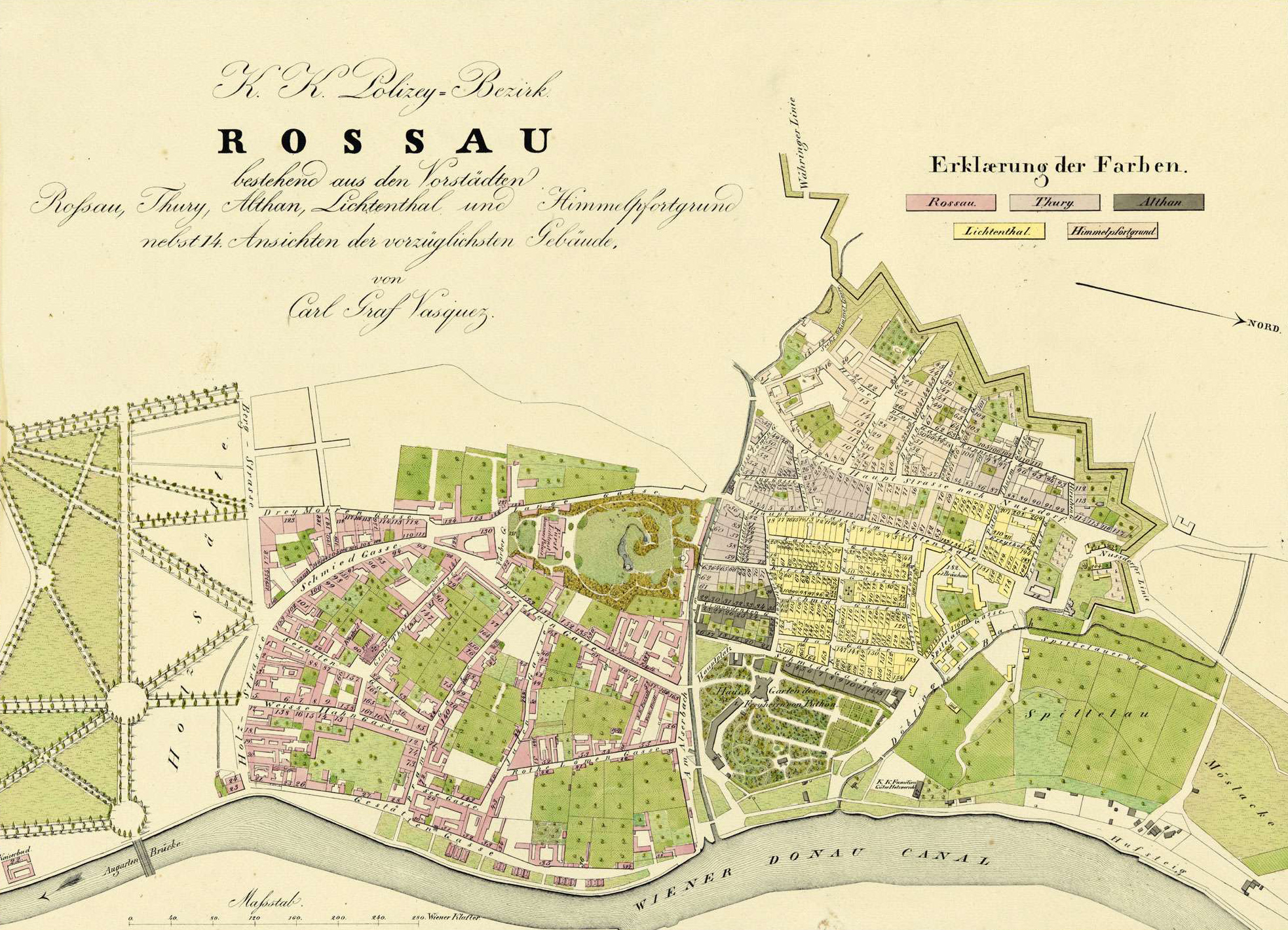
District de police du Rossau

Déjà au Moyen Âge, il y avait un chemin dans le quartier de l'actuelle Nussdorfer Straße qui menait de la Schottentor via la Währinger Straße à Klosterneuburg. En 1866-1867, la route a été détournée et la pente auparavant raide a été atténuée. Lorsque la rue a été nommée d'après le quartier Nussdorf en 1862, l'Obere Hauptstrasse et la partie de la rue Am Alserbach entre la Währinger Strasse et le coude de l'Alserbach à l'est ont été incluses. Jusqu'à son intégration à Vienne en 1850, la rue formait la frontière des banlieues d'Alservorstadt et Michelbeuern ainsi que de Himmelpfortgrund, Thurygrund et Lichtental.
Franz Schubert est né dans la maison au numéro 54 en 1797.
Après 1879, le Marché couvert de Nussdorfer Straße a été construit dans l'espace entre la Nussdorfer Straße et l'Alserbachstraße.
Le 19 octobre 1869, une ligne de tramway hippomobile a été ouverte dans la Nussdorfer Straße. En janvier 1897, le tronçon entre la Währinger Straße et l'Alserbachstraße fut électrifié et à partir de janvier 1902, le reste du tracé fut également électrifié.

## Description
Conformément à sa situation en centre-ville, la Nussdorfer Straße est complètement fermée. Pour l'essentiel, la structure des bâtiments provient de la période de l'historicisme viennois, en partie avec des bâtiments ultérieurs d'influence Sécession et également avec des bâtiments modernes entre les deux. Surtout dans le quartier de Schubert et de la Canisiusgasse, des maisons de l'époque Biedermeier, certaines encore plus anciennes, ont été conservées, notamment la maison natale de Schubert (no 54). Il existe encore des bâtiments de cette époque plus en dehors de la ville.
Il n'y a pratiquement pas de verdure dans la rue, à l'exception du parc Arne Karlsson en face du début de la Nussdorfer Straße.
En raison de son prolongement sur la Döblinger Hauptstrasse et de la Billrothstrasse qui en part et de sa connexion avec la Heiligenstädter Strasse, la Nussdorfer Strasse est une liaison entre le centre-ville et les quartiers intérieurs sud, mais aussi via la Donaukanal Straße, le Nordbrücke et l'Autoroute Donauufer plus loin dans les environs nord-ouest de Vienne.

## Adresses notables
(Les édifices historiques sont mis en évidence en gras)
- no 7 Sculpture en bronze Flora Exemplar d'Andrew Rogers (1999)
- no 8 Immeuble historique aux anciennes formes allemandes au coin de la Widerhofergasse (1887-1890)
- no 15 Maison d'angle de 1909 avec une façade saisissante, architecte Isidor Giesskann
- no 22 Marché couvert de Nussdorfer Straße
- no 47 Maison Biedermeier Le Strauss doré
- no 54 Maison Zum Roten Krebsen, seconde moitié du XVIIIe siècle : Maison natale de Franz Schubert (musée)
- no 56 Maison de faubourg Zum Goldenen Lamm, 18e siècle ; Ensemble avec les numéros 54 et 58
- no 58 Maison suburbaine de Sainte Anna, 18e siècle ; ensemble avec les numéros 54 et 56
- no 59 Ancienne auberge Zum weissen Schwan (Biedermeier)
- no 65 Immeuble de cinq étages au décor sécession (architecte Léopold Slovak, 1906)
- no 80 Maison de location au coin de l'escalier du club avec une façade sécession (1909/10)

## Galerie d'images

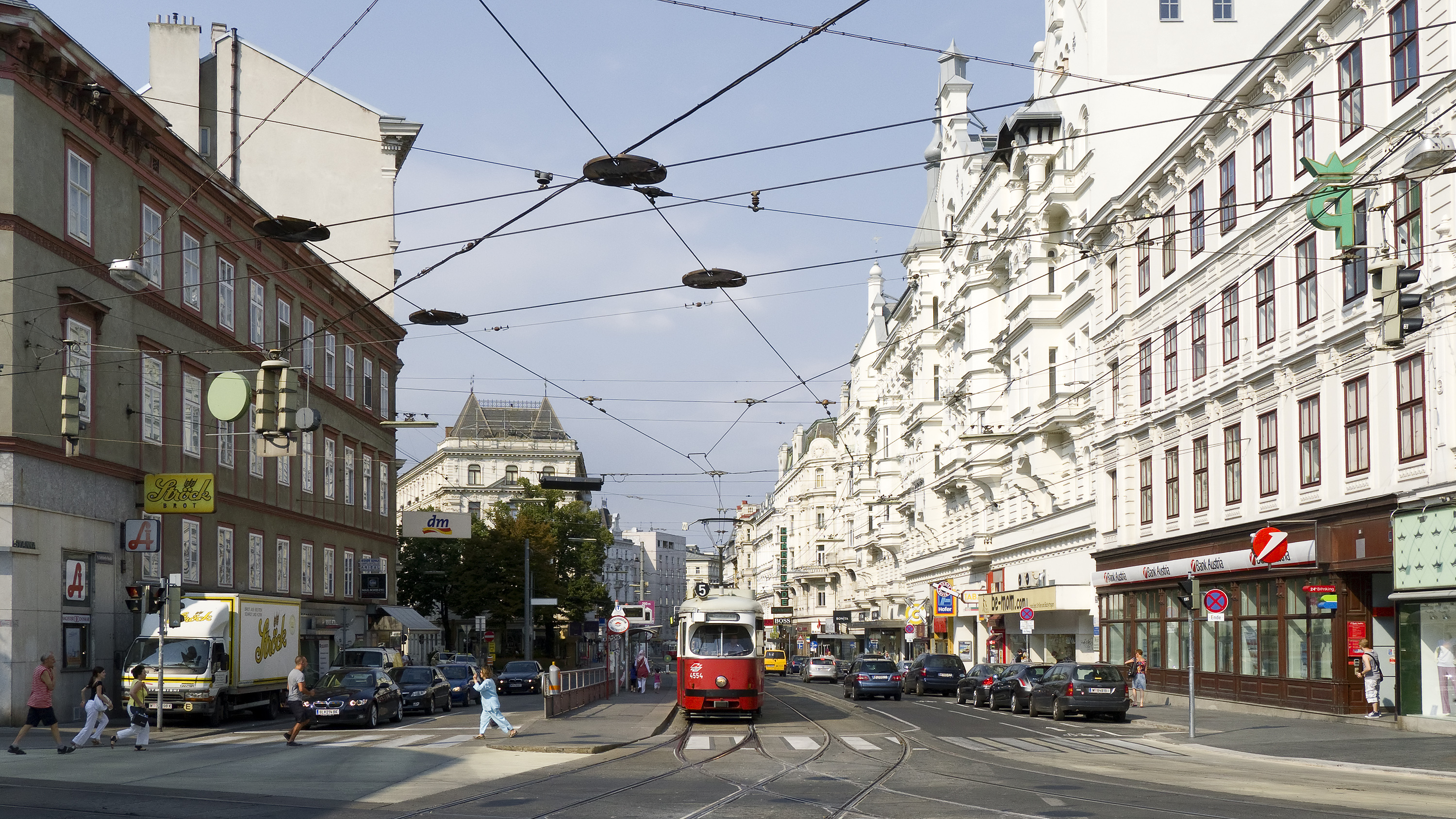
Au début, par la Währinger Straße.
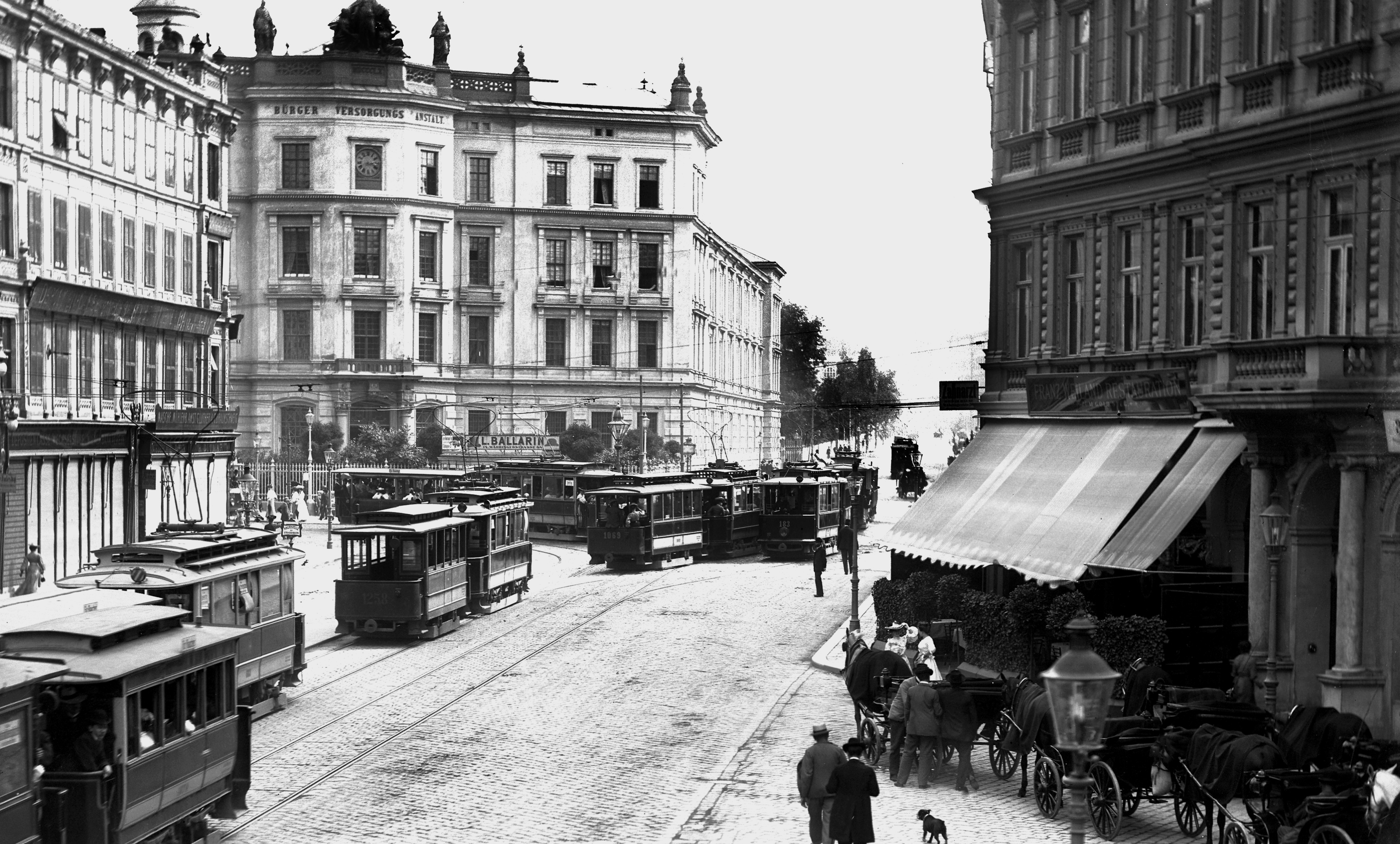
Intersection le long de la Währinger Straße (env. 1905)
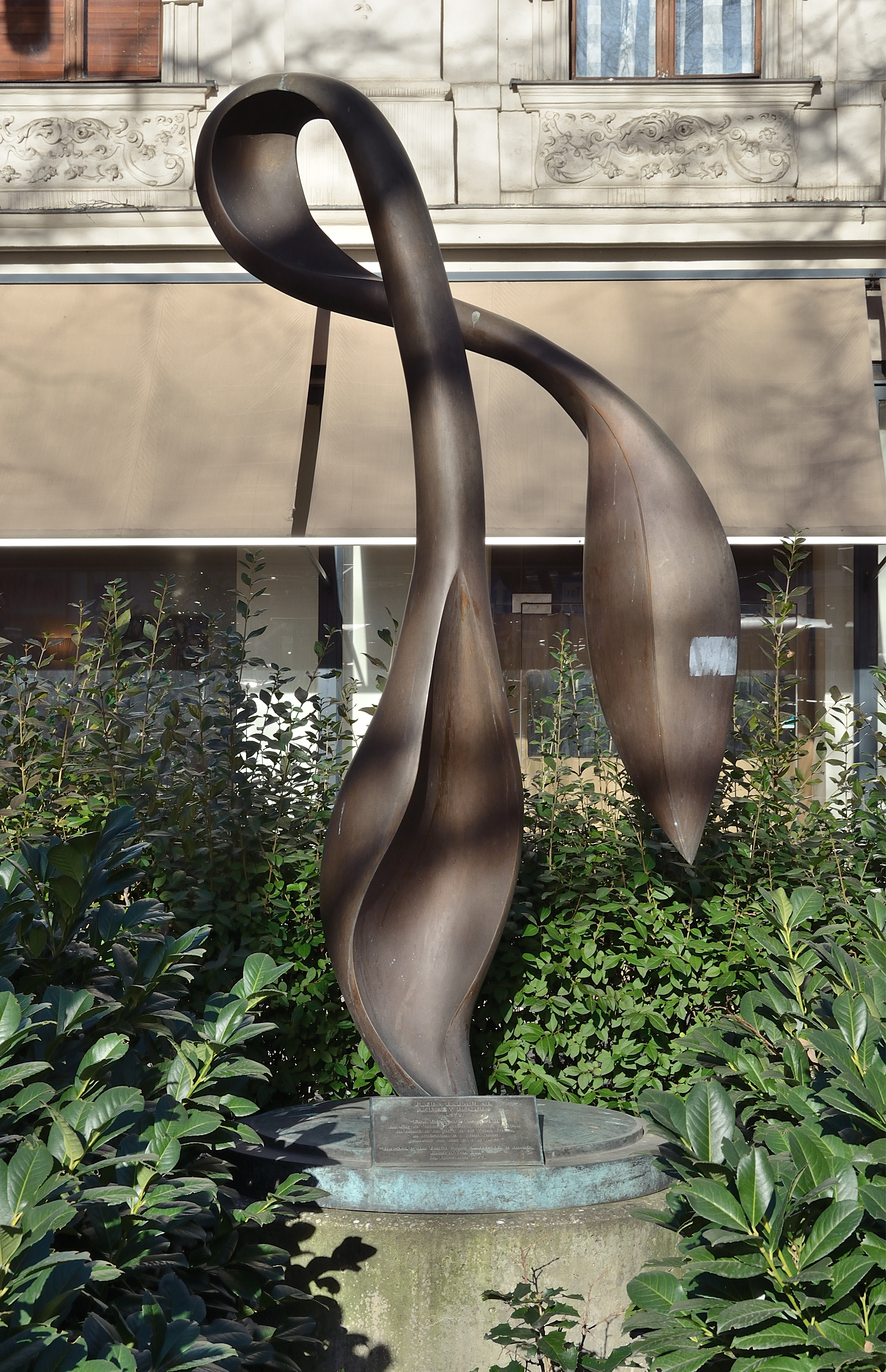
Spécimen de flore
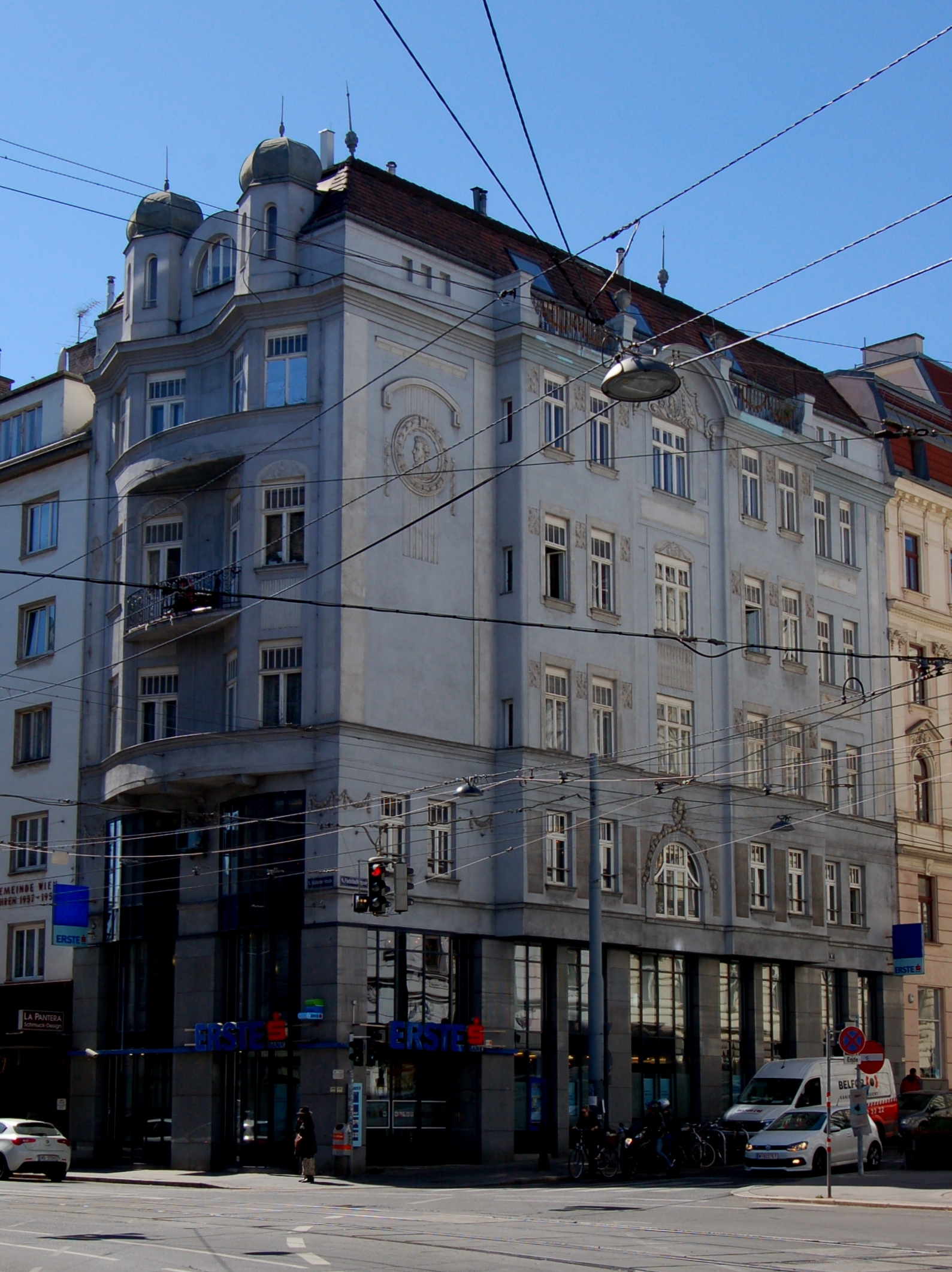
N°15
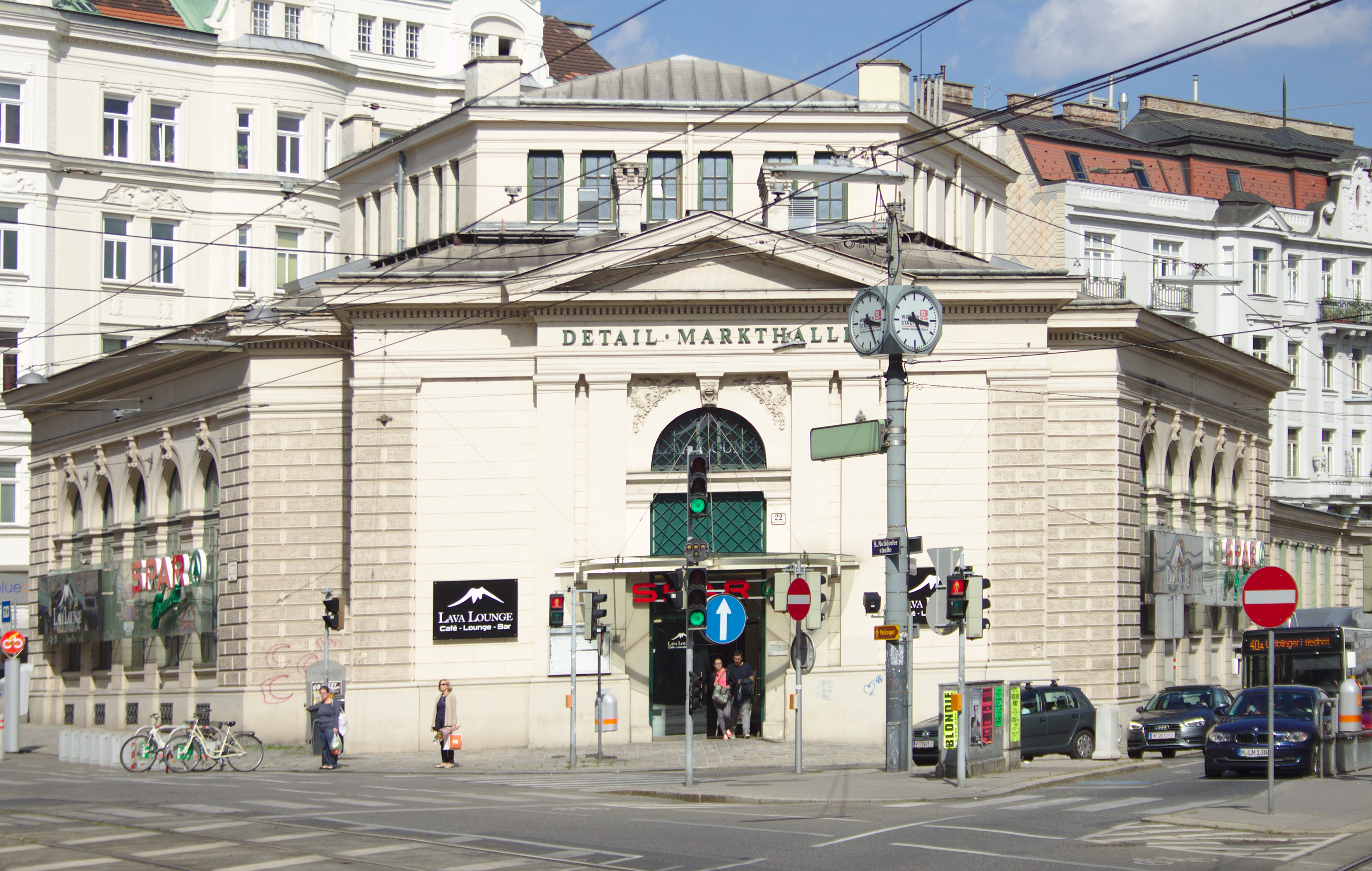
Les Halles
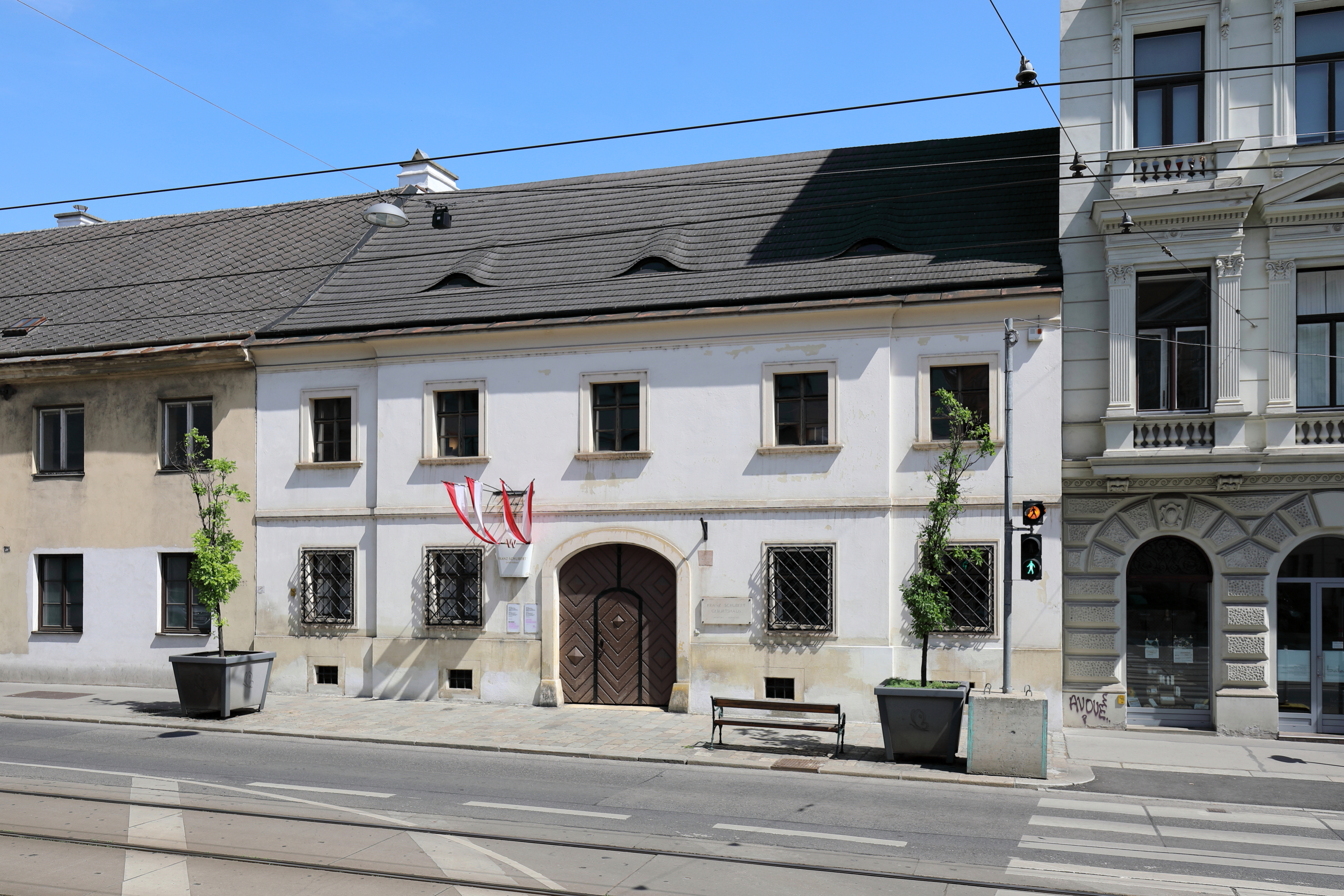
La maison natale de Schubert
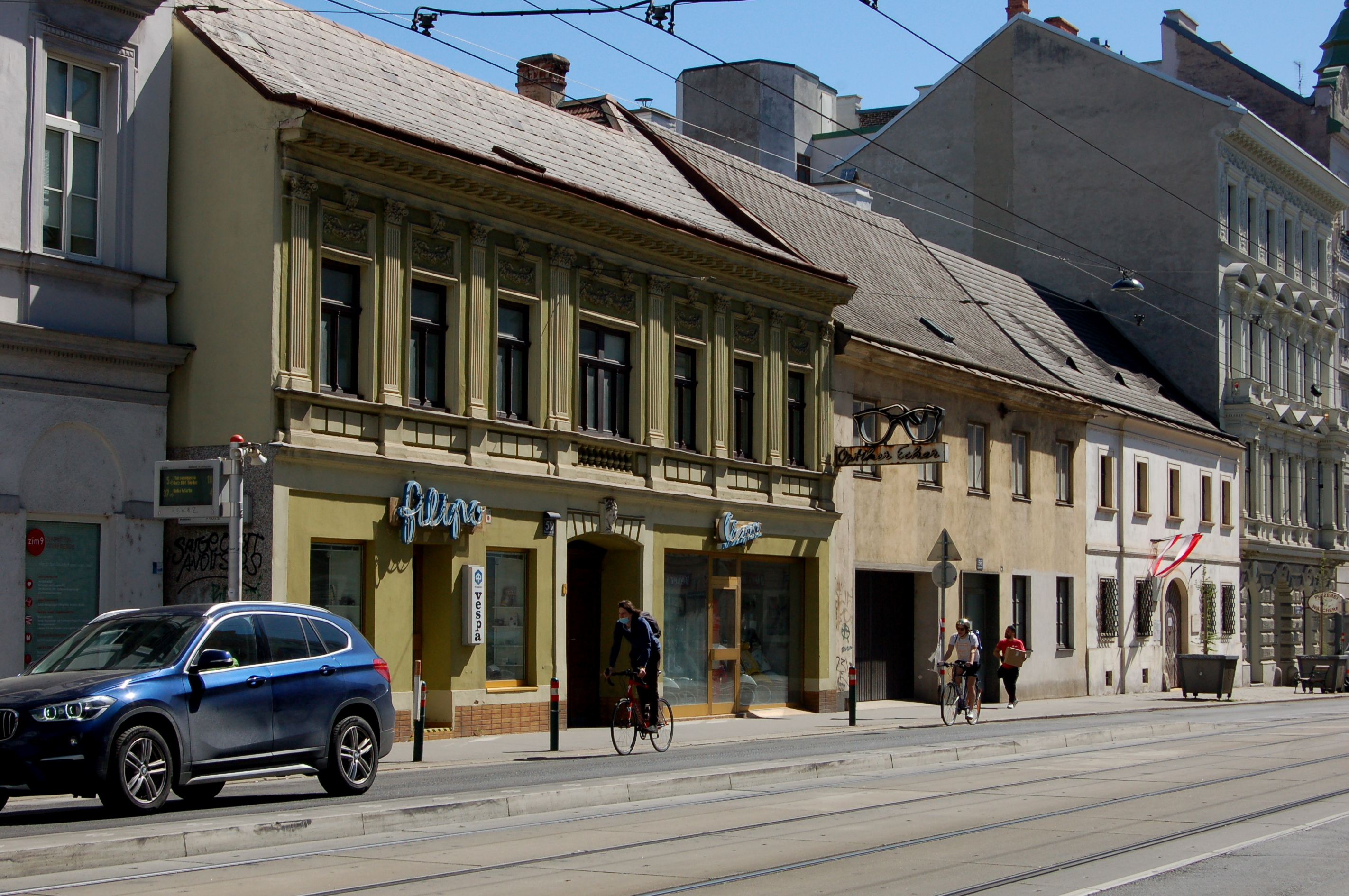
Ensembles numéros 54 à 58
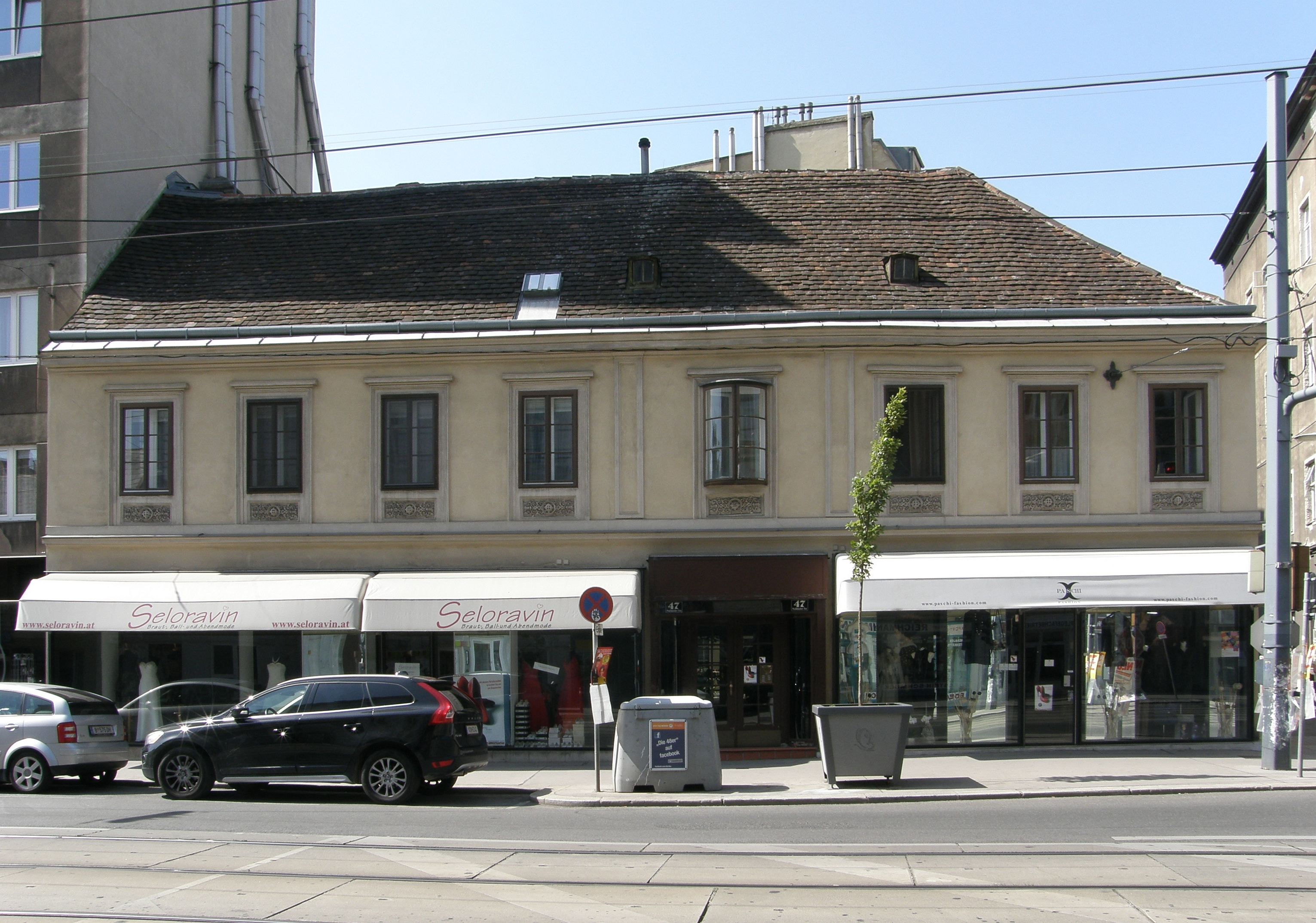
N° 47
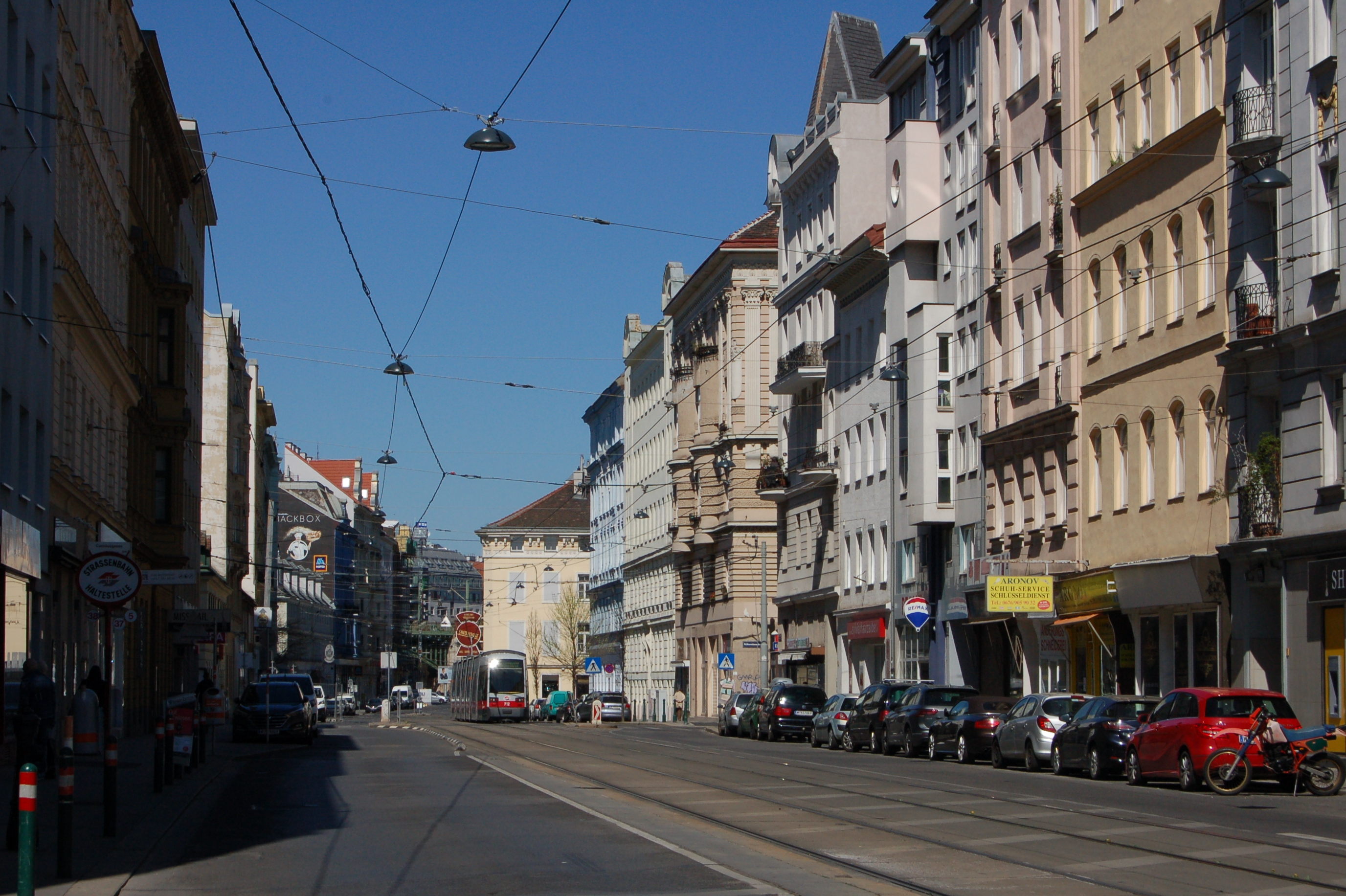
À la Canisiusgasse
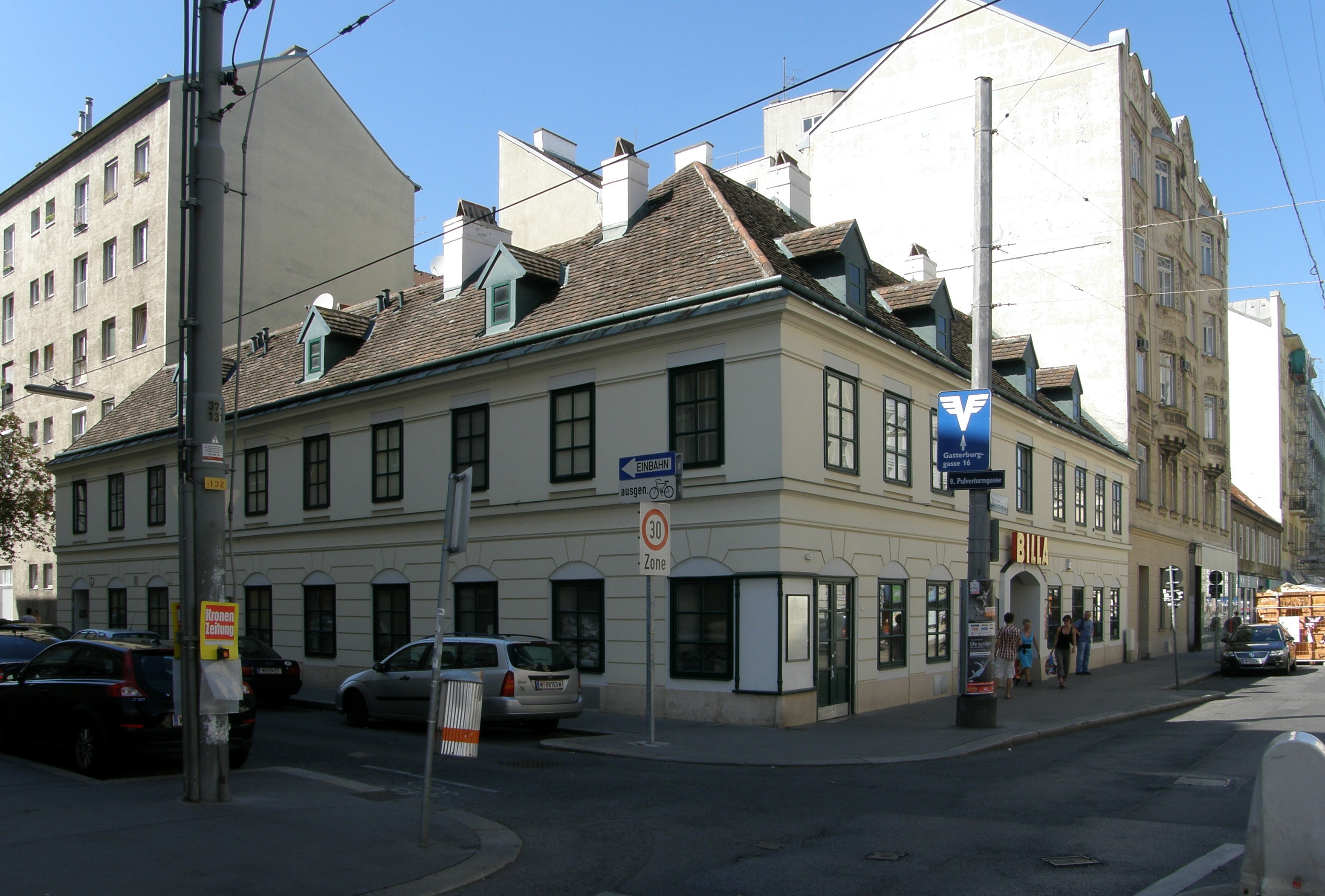
N° 59
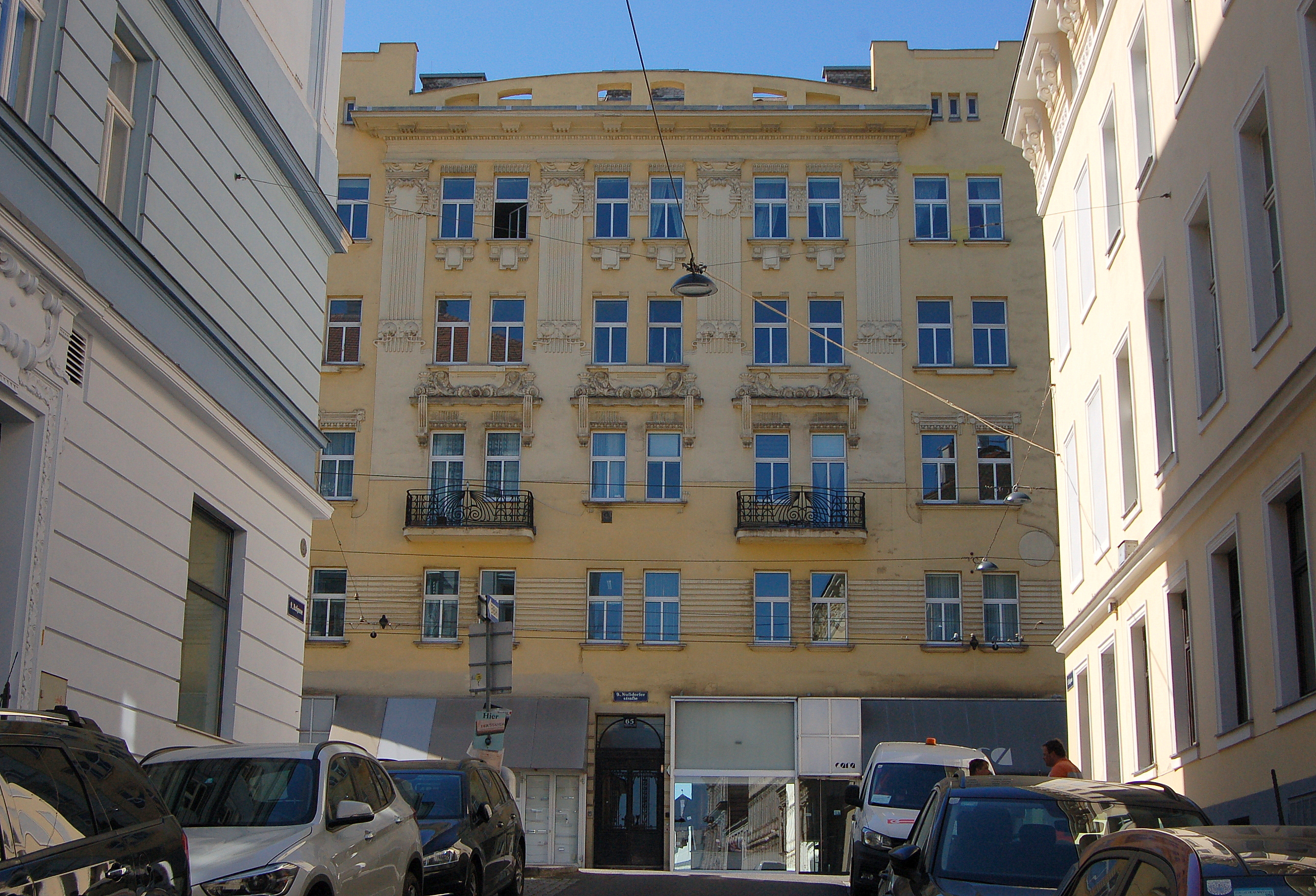
N° 65
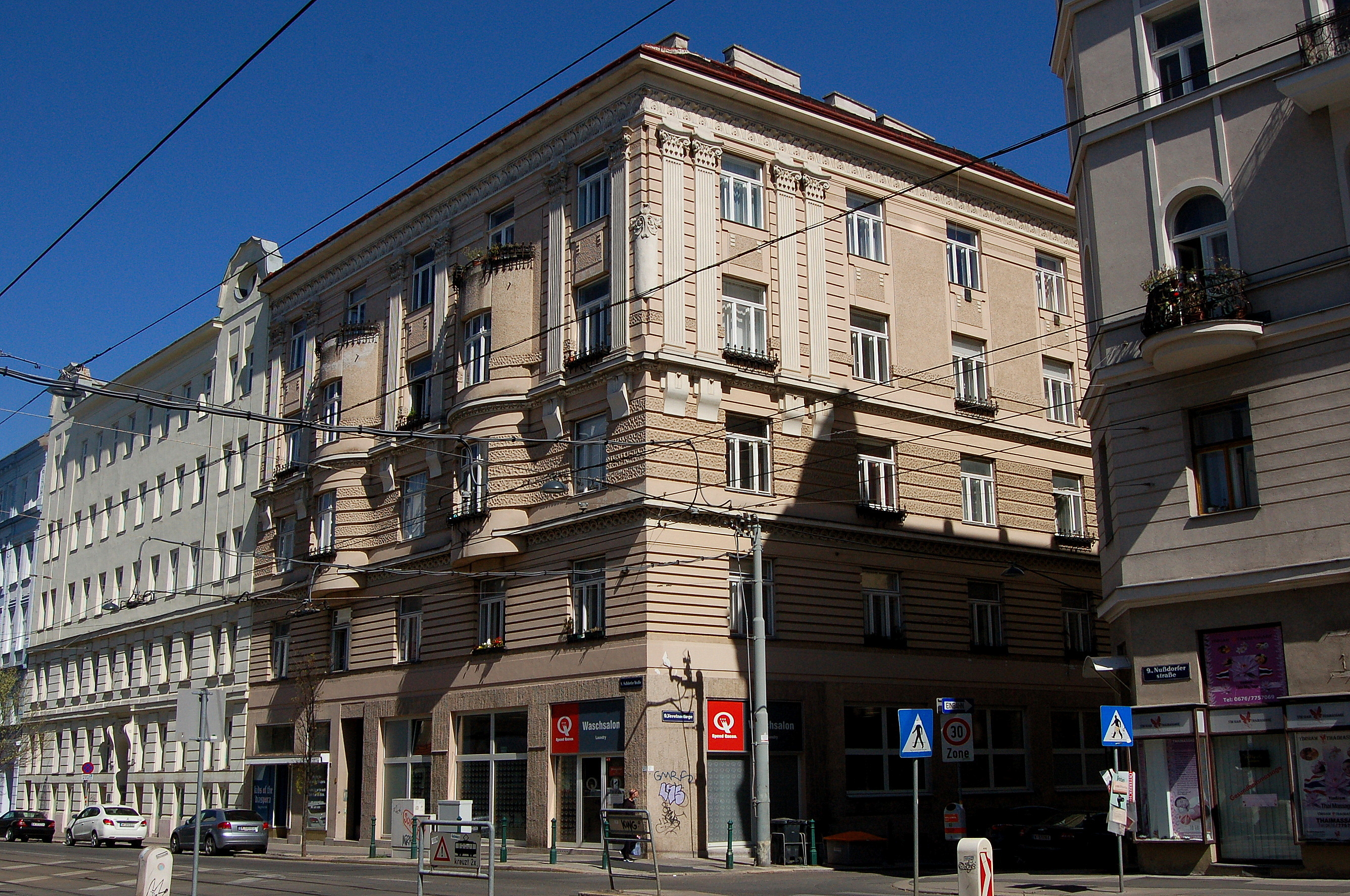
N° 80

## Liens web
Représentation en plan de la Nussdorfer Straße dans OpenStreetMap